# Capitanía de Santa Catalina
La Capitanía de Santa Catalina (en portugués Capitanía de Santa Catarina), en el Brasil, fue creada por la Corona portuguesa el 11 de agosto de 1738 desmembrándola del territorio más meridional de la Capitanía de San Pablo. El primer gobernador José da Silva Pais fue instalado el 7 de marzo de 1739.

## Historia

### Descubrimiento y expediciones españolas
La región costera del territorio que constituye hoy el estado de Santa Catarina, se supone sin evidencias concluyentes que fue visitada por el navegante francés Binot Paulmier de Gonneville, quien habría estado allí durante seis meses en 1504. Los portugueses Nuno Manuel y Cristóbal de Haro pasaron por allí en 1514, llamando ilha dos Patos a la actual isla de Santa Catalina. Al año siguiente, el español Juan Díaz de Solís pasó en dirección al Río de la Plata, quedando once náufragos de esa expedición en la isla.
En 1525, Rodrigo de Acuña dejó 17 tripulantes en la isla. Sebastián Caboto la visitó en 1526-1527, luego estuvieron en ella Diego García de Moguer y en 1535 Gonzalo de Mendoza. En 1541 el adelantado Alvar Núñez Cabeza de Vaca partió desde la isla de Santa Catalina por tierra hacia el Paraguay.
Miembros de la expedición del adelantado Juan de Sanabria permanecieron en Santa Catalina por dos años y el adelantado Juan Ortiz de Zárate estuvo siete meses en Santa Catalina.

### Ocupación portuguesa
Los aborígenes de la región fueron catequizados, a partir de 1549, por jesuitas que viajaban en compañía del gobernador general del Brasil Tomé de Sousa, al mando del sacerdote Manuel da Nóbrega. Con la división del Brasil en capitanías hereditarias, la costa catalinense hasta la altura de Laguna, y más tarde dos tercios de la del estado de Paraná, formaban la Capitanía de Santana, el último sector del sur, donado a Pero Lopes de Sousa. Ni el donatario ni sus herederos llevaron adelante la colonización. El territorio después de un litigio de dos siglos entre los herederos de Pero Lopes y los de su hermano Martim Afonso de Sousa, fue a comienzos del siglo XVIII comprado por la corona, juntamente con las tierras del Paraná y gran parte de San Pablo. Al mismo tiempo España consideraba indiscutible su derecho a esos territorios y recomendaba a los adelantados la conquista y poblamiento de la isla y del litoral a partir de la isla Cananeia hacia el sur.
En la década de 1640, cuando se produjo la restauración de la independencia de Portugal, Manuel Lourenço de Andrade, un portugués que vivía en São Vicente, fundó una población sobre el río de São Francisco, siendo luego designado capitão-mor de ella, que en 1660 fue elevada a villa con el nombre de Nossa Senhora da Graça do Rio de São Francisco.
En 1675 se estableció en la isla de Santa Catalina el paulista Francisco Dias Velho, quien erigió una iglesia dedicada a Nossa Senhora do Desterro. A él se atribuye el cambio de nombre de Isla de los Patos a Isla de Santa Catalina (otros lo atribuyen a Sebastián Caboto). En 1690 Dias Velho capturó un navío pirata y dos años después al regresar los corsarios del barco, le dieron muerte, retornando su familia a São Vicente, despoblándose la isla.
En 1676 el paulista Domingos de Brito Peixoto organizó una bandeira y fundó Santo Antônio dos Anjos de Laguna.

### Creación de la Capitanía de Santa Catalina
En 1726 el poblado de Nossa Senhora do Desterro (hoy Florianópolis) fue elevado a villa. En 1737 llegaron las primeras fuerzas de línea portuguesas a la isla de Santa Catalina. Al año siguiente fue nombrado gobernador Silva Pais, que llegó en 1739, directamente subordinado a Río de Janeiro, finalizando la dependencia de la Capitanía de San Pablo. Silva Pais mandó construir cuatro fortificaciones para proteger a la isla: Santo Antônio (en la isla de Ratones Grande), Santa Cruz (en la isla de Anhatomirim), São José (en el norte de la isla de Santa Catarina) y Nossa Senhora da Conceição (en la pequeña isla de Araçatuba).
El 17 de febrero de 1737 Silva Pais fundó el presidio de Río Grande, en la desembocadura del río San Pedro que conecta la Laguna de los Patos con el océano, erigiendo también el fuerte de Jesus, Maria e José.
En 1750 el Tratado de Madrid entre España y Portugal declaró nula y sin valor la línea del Tratado de Tordesillas y fijó los límites concernientes a Santa Catalina en su artículo V 

Subirá desde la boca del Ibicuí, por las aguas del Uruguay, hasta encontrar la del río Pepirí o Pequirí, que desagua en el Uruguay por su ribera occidental; y continuará, aguas arriba del Pepirí, hasta su origen principal, desde el cual seguirá por lo más alto del terreno, hasta la cabecera principal del río más vecino, que desemboca en el grande de Curitibá (...).

De 1748 hasta 1756 llegaron al sur del Brasil cerca de cinco mil azorianos, la mayor parte de los cuales se asentaron en Santa Catalina.
Entre los años 1754 y 1756 se llevó a cabo la Guerra Guaranítica que enfrentó a los guaraníes misioneros con España y Portugal, debido a la cesión de los siete pueblos de las Misiones Orientales a Portugal y la obligación de trasladarse al occidente del río Uruguay. En 1761, durante la Guerra de los Siete Años, el rey Carlos III de España denunció el tratado de Madrid, merced la diplomacia volvió la Colonia del Sacramento a los portugueses y las Misiones Orientales (arruinadas y vacías) a España por el Tratado de París de 1763.
En 1760 Río Grande, que hasta entonces estaba sujeta a la Capitanía de Santa Catalina, pasó a ser la capital de la nueva Capitanía del Río Grande de San Pedro, pero en 1763 el español Pedro de Ceballos invadió la villa de Río Grande, retirándose los portugueses hacia São José do Norte en la orilla opuesta a Río Grande, pasando la capital de la capitanía a la población de Viamão de 1766 hasta 1773 en que fue transferida a Porto dos Casais (actual Porto Alegre). La permanencia de los españoles en la villa duró hasta el 1 de abril de 1776.
Laguna fue elevada en 1774 a la categoría de villa, pasando a ejercer el papel de puesto avanzado para la conquista del Río Grande del Sur. De allí partirían expediciones hacia Colonia del Sacramento y Montevideo y de paso capturaban ganado e indígenas.
El gobierno de Santa Catalina en la segunda mitad del siglo XVIII se hallaba afincado en las tres fundaciones del litoral, el interior estaba inexplorado y sin poblaciones, por eso el gobernador de la capitanía de San Pablo Luís António de Sousa Botelho Mourão, interesado en garantizar el dominio portugués sobre la región y la captura de ganado en Río Grande del Sur para San Pablo, encargó a Antônio Correia Pinto establecer poblaciones en el paraje denominado Lajes, pese a que estaba fuera de su jurisdicción. Guaratuba en el litoral fue poblada por orden suya y en 1775 se fundó a villa de Nossa Senhora dos Prazeres de Lajes.
En 1777 por Pedro de Ceballos, nombrado virrey del Río de la Plata ocupó sin disparar un solo tiro la isla de Santa Catalina, que había sido abandonada por la escuadra portuguesa y luego ocupó otras poblaciones, excepto Laguna, que ofreció resistencia. Un año después la isla volvió a manos portuguesas debido al Tratado de San Ildefonso de 1777 que confirmó los límites en los ríos Pepirí Guazú y San Antonio (su identificación luego sería objeto de disputa entre España y Portugal y luego entre la Argentina y Brasil).
El 19 de septiembre de 1807 la Corona portuguesa elevó la Capitanía de San Pedro del Río Grande del Sur a capitanía general, militarizándola fuertemente. Separándola de la dependencia de Río de Janeiro y subordinándole la Capitanía de Santa Catalina.
En 1820 Lages pasó a la jurisdicción de la Capitanía de Santa Catalina con parte de los territorios que dependían de San Pablo.
El 28 de febrero de 1821 se volvió una provincia (Provincia de Santa Catarina), que quedó integrada en el Imperio de Brasil a partir del 22 de septiembre de 1822.